# Giuseppe Girotti
Giuseppe Girotti, OP (19. července 1905, Alba – 1. dubna 1945, Dachau) byl italský římskokatolický kněz a řeholník Řádu bratří kazatelů, zabitý v koncentračním táboře Dachau. Roku 1995 mu byl in memoriam udělen titul Spravedlivý mezi národy. Katolická církev jej uctívá jako blahoslaveného mučedníka.

## Život
Narodil se dne 19. července 1905 v Albě v provincii Cuneo jako nejstarší ze tří dětí rodičů Celsa Girottiho a Martiny Proetto. Pokřtěn byl 30. července téhož roku. Roku 1911 zahájil své studium. Své první svaté přijímání a svátost biřmování přijal dne 9. května 1912 z rukou biskupa Giuseppeho Rea.
Rozhodl se stát knězem, načež dne 5. ledna 1919 zahájil v Chieri u dominikánů svoji formaci. Dne 26. září 1922 byl poslán do Viterbu, kde pokračoval v teologických studiích a kněžské formaci. Dne 30. září 1922 přijal dominikánský hábit poté, co se rozhodl do řádu vstoupit.
Dne 15. října 1923 složil ve Viterbu své řeholní sliby. Dne 3. srpna 1930 přijal v Chieri od biskupa z Vigevano Giacinta Scapardiniho kněžské svěcení. Poté studoval Písmo svaté na Papežské univerzitě sv. Tomáše Akvinského v Římě a na Francouzské biblické škole v Jeruzalémě, kde studoval pod vedením dominikánského kněze Marie-Josepha Lagrange. Roku 1938 publikoval vědeckou práci o Knize Moudrosti a poté, roku 1942 o Knize Izajáše. Roku 1934 také publikoval svoji akademickou práci s názvem „Prolita in Sacra Scriptura“.
Poté působil jako profesor teologických studií v klášteře svého řádu v Turíně. Ve svém volném čase také navštěvoval nemocné lidi v hospici. Stal se odpůrcem diktátora Benita Mussoliniho a jeho fašistického režimu. Roku 1938 byl zbaven učitelských povinností, načež se přestěhoval do jiného kláštera v Turíně. Po vzniku Italské sociální republiky roku 1943 zachránil mnoho místních Židů před holocaustem, kdy zajišťoval bezpečné úkryty a únikové cesty ze země, jakož i falšování identifikačních dokladů.
Dne 29. srpna 1944 byl zatčen a uvězněn věznici Le Nuove v Turíně. Jeho převor neúspěšně žádal o jeho propuštění. Za nějaký čas byl přesunut do věznice San Vittore v Miláně. Dne 21. září 1944 přemístěn do koncentračního tábora v Bolzanu. Nakonec by dne 9. října 1944 přesunut do koncentračního tábora Dachau, kde obdržel vězeňské číslo 113355. Mezi jeho spoluvězni byla řada dalších kněží, kdy se mimo jiné sblížil s českým knězem a budoucím kardinálem Josefem Beranem, nebo italským knězem a budoucím biskupem Carlem Manzianem.
Dne 1. března 1945 začal trpět revmatickými bolestmi a otoky nohou, které se začaly zhoršovat. Byl vyšetřen v lékařském středisku tábora, kde mu byl zjištěn karcinom. Od 23. března pobýval na léčebně, kde byl (pravděpodobně) zabit smrtící injekcí benzínu. Jeho ostatky byly pohřbeny v hromadném hrobě poblíž tábora.
Dne 14. února 1995 mu byl organizací Jad vašem udělen posmrtný titul Spravedlivý mezi národy. Současně s tím byl na jeho počest v Zahradě spravedlivých mezi národy na Herzlově hoře v Jeruzalémě vysazen strom.

## Úcta
Jeho beatifikační proces započal dne 13. ledna 1989, čímž obdržel titul služebník Boží. Dne 27. března 2013 podepsal papež František dekret o jeho mučednictví.
Blahořečen pak byl dne 26. dubna 2014 v katedrále sv. Vavřince v Albě. Obřadu předsedal jménem papeže Františka kardinál Severino Poletto.
Jeho památka je připomínána 1. dubna. Bývá zobrazován v řeholním oděvu. Je patronem pedagogů.

## Odkazy

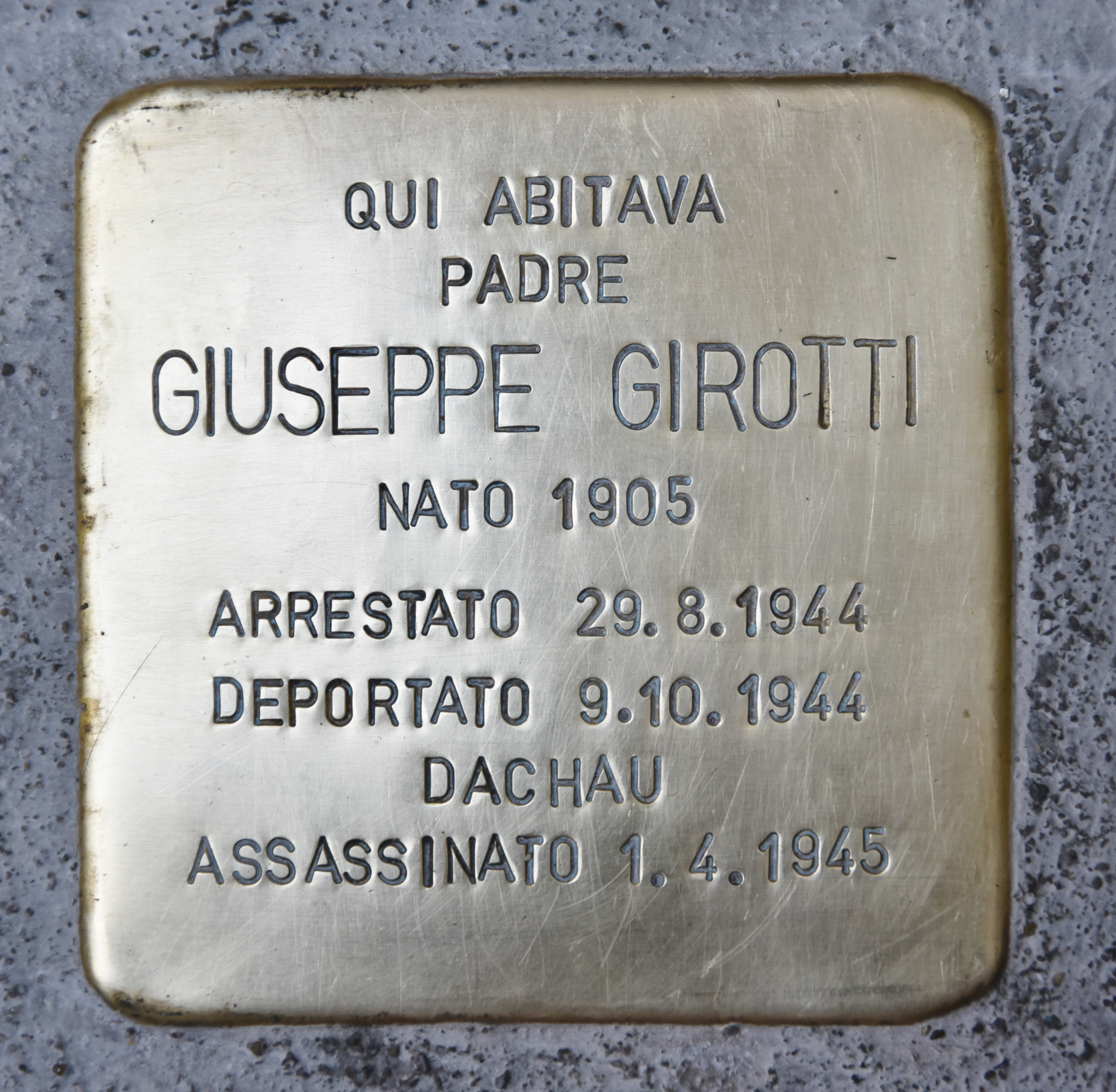
Stolpersteine s jeho jménem v Turíně, odhalený dne 16. ledna 2016